# آرام (منطقه)
آرام (آرامی: ܐܪܡ, Orom) که با نام آرامستان و آرامیا نیز شناخته می‌شود، یک منطقه تاریخی شامل چندین پادشاهی آرامی بود که بخش زیادی از سوریه امروزی، جنوب‌شرقی ترکیه و بخش‌هایی از لبنان و عراق را در بر می‌گرفت. آرام در اوج خود از دامنه کوه لبنان به سمت شرق در سراسر فرات، از جمله بخش‌هایی از دره رود خابور در شمال غربی بین‌النهرین در مرز عراق امروزی امتداد داشت. ظهور دولت‌های آرامی در سراسر خاورمیانه حتی باعث تغییر زبان آن شد. زبان آرامی در نهایت جایگزین اکدی به عنوان زبان کل منطقه شد و زبان اداری و تجاری چندین امپراتوری مانند امپراتوری هخامنشی و امپراتوری بابل نو شد. 
پس از فتح نهایی آرام توسط امپراتوری آشور نو در نیمه دوم قرن هشتم و همچنین در طول حکومت‌های بعدی امپراتوری بابل نو (۶۱۲–۵۳۹ پ. م) و امپراتوری هخامنشی (۵۳۹–۳۳۲ ق. م) منطقه آرام بیشتر حاکمیت خود را از دست داد. در دوره سلوکیان (۶۴–۳۱۲ پیش از میلاد)، اصطلاح سوریه به عنوان نام هلنیستی برای این منطقه معرفی شد، اما نام بومی (آرام) تا زمان فتح اعراب در سده هفتم پس از میلاد در میان آرامیان همچنان به کار می‌رفت.   در آغاز سده پنجم، بزرگان کلیسایی و ادبی آرامی نیز شروع به استفاده از نام سوریه کردند و این عنوان نه تنها در ترجمه‌های آرامی آثار یونانی، بلکه در متن‌های اصلی نویسندگان آرامی نیز به فراوانی یافت می‌شد و مورد پذیرش قرار گرفته بود. این نام خارجی در میان سایر آرامی‌ها نیز به تدریج به تبعیت از نخبگان خود رایج شد و بنابراین دوگانگی خاصی ایجاد شد که در سراسر قرون وسطی تداوم داشت. این مسئله در آثار نویسندگان برجسته نیز یافت می‌شود و آن‌ها از هر دو نام، آرامی و سوری استفاده می‌کنند.  
پس از سقوط آخرین پادشاهی‌های آرامی در پایان سده هفتم پیش از میلاد، آرامی‌ها همچنان به تعداد زیادی در بین‌النهرین سکونت داشتند و در نتیجه پادشاهی‌ها و امپراتوری‌های ژئوپلیتیکی (همانند پادشاهی اسروئن (۱۳۲ پ. م - ۲۱۴م)، امپراتوری پالمیرا (۲۷۰–۲۷۳ و دولت‌شهرهای آمد (شانلی‌اورفه و دیاربکر امروزی) و هترا) را بنیانگذاری کردند که تحت تسلط آرامی‌ها و همچنین پادشاهان آرامی بود. آرامیان بت‌پرست در سده اول تا سوم میلادی آیین مسیحیت را پذیرفتند و به آن را جایگزین دین میان‌رودان باستان کردند. در همین راستا، انجیل به آرامی ترجمه شد و در سده چهارم گویش آرامی ادسا به گونه ادبی این زبان تبدیل شد که به آرامی ادسایی (اورهایا) معروف است.   بین‌النهرین و به ویژه مناطق یاد شده به مرکز اصلی مسیحیت سریانی و زادگاه کلیسای ارتدکس سریانی تبدیل شد.
بخش‌هایی از سرزمین آرامیان توسط امپراتوری روم (از ۱۱۶ تا ۱۱۸ میلادی) و امپراتوری ساسانی (۲۲۴ تا ۶۵۱ پس از میلاد) فتح شد. فتوحات اولیه اعراب مسلمانان منجر به پایان تسلط آرامی‌ها در بین‌النهرین شد و به تدریج عربی نیز جای زبان آرامی را گرفت؛ با این حال این زبان در مناطقی که آرامی‌ها به تنهایی حضور دارند، دست نخورده باقی مانده‌است.